# Walter Campbell de Shawfield
Walter Campbell III conde de Shawfield e Islay y noveno de Skipness (29 de diciembre de 1741 - 19 de octubre de 1816) fue un terrateniente escocés, abogado y rector de la Universidad de Glasgow.

## Primeros años de vida
Campbell nació el 29 de diciembre de 1741 en el clan escocés Campbell de Cawdor. Era hijo de John Campbell de Shawfield (1696-1746) y Lady Henrietta Cunningham, quienes se casaron en 1735. Su padre había estado casado anteriormente, sin descendencia, con Lady Margaret Campbell (hija de Hugh Campbell, tercer conde de Loudoun y hermana de John Campbell, cuarto conde de Loudoun). Sus hermanos mayores eran Daniel Campbell II de Shawfield (diputado de Lanarkshire que murió soltero en 1777) y John Campbell, octavo de Skipness.
Sus abuelos maternos fueron William Cunningham, XXII conde de Glencairn y Lady Henrietta Stewart (segunda hija de Alexander Stewart III conde de Galloway y Lady Mary Douglas, hija de James Douglas II conde de Queensberry ). Sus primos James y John se convirtieron en Condes de Glencairn. Sus abuelos paternos fueron Margaret (apellido de soltera Leckie) Campbell (hija de John Leckie de Newlands) y Daniel Campbell, un seguidor del duque de Argyll que representó a Inverary en el parlamento escocés desde 1702 hasta la unión (fue uno de los comisionados que firmó el tratado). Se sentó en el primer Parlamento de Gran Bretaña y representó a los burgueses de Glasgow desde 1716 hasta 1734. En 1711, construyó la Shawfield Mansion, su residencia en Glasgow, que se hizo famosa en relación con los disturbios de Shawfield en 1725.

## Carrera profesional
Su padre murió en 1746, antes que el padre de este, quien murió en 1753. Por lo tanto, el hermano mayor de Walter, Daniel Campbell, era el heredero de su abuelo. Cuando Daniel murió, soltero y sin descendencia, en 1777, Walter heredó la propiedad y se convirtió en el tercer conde de Shawfield y Laird de Islay, Escocia.
Obtuvo el título de abogado en 1763 y fue alguacil-diputado por el distrito de Kincardineshire de 1767 a 1777. Fue reconocido con el título de Lord Lyon King of Arms y matriculó sus armas en la Corte de Lyon en 1777.
Fue Rector de la Universidad de Glasgow entre 1789 a 1791.

## Vida personal
Campbell se casó dos veces. Su primer matrimonio fue con Eleanor Kerr (m. 1785) fue realizado el 9 de marzo de 1768. Era hija de Robert Kerr de Newfield y Eleanora (de soltera Nugent) Kerr. Sus abuelos fueron Lord Charles Kerr (segundo hijo de Robert Kerr I marqués de Lothian y Lady Jane Campbell, hija de Archibald Campbell, primer marqués de Argyll) y la ex Janet Murray (hija mayor de Sir David Murray de Stanhope II Baronet y Lady Anne Bruce, segunda hija de Alexander Bruce II conde de Kincardine ). Juntos, Eleanor y Walter fueron los padres de:
- John Campbell, IV conde de Islay y de Woodhall (1770–1809), oficial del ejército y miembro del parlamento que se casó con Lady Charlotte Bury, hija de John Campbell V duque de Argyll y Elizabeth Hamilton, primera baronesa Hamilton de Hameldon .[1]
- Agnes Campbell (1770–1800), que se casó con John Macliver (padres de Colin Campbell I barón Clyde ).
- Katherine Campbell ( c. 1780

 -1855), que se casó con Sir Charles Jenkinson X baronet, primo de Lord Liverpool, primer ministro de 1812 a 1827.
- Margarita Campbell ( c. 1780

 -1850), que se casó con Francis Douglas VIII conde de Wemyss .
- Robert Campbell X de Skipness, que se casó con Eugenia Josephine Wynne, hija de Richard Wynne, en 1806.[1]
- Colin Campbell de Ardpatrick (1787–1851), almirante de la Royal Navy que se casó con Harriet Royds en 1826, hija de James Royds de Falinge.[1]
- Walter Campbell (m. 1840), de Sunderland House en Islay, que se casó con Mary Ann King, hija de John King, en 1814.[1]
- Daniel Campbell, que murió joven.[1]
- Eleanor Campbell, que murió soltera.[1]
- Harriet Campbell, quien se casó con Daniel Hamilton de Gikerscleugh (m. 1823).[9]
- Glencairn Campbell, quien se casó con Francis Carter de Edgcott.[10]
- Elizabeth Campbell (m. 1856), que se casó con Stuart Moncrief de Thriepland, abogado general en Bombay.[7]

Se casó, en segundas nupcias, con Mary (de soltera Nisbet) Hay, la hija de William Nisbet de Dirleton y Mary (de soltera Hamilton) Nisbet. Su esposa, la viuda del comandante William Hay (quien también era viudo de Lady Catherine Hay, hija de John Hay IV de Tweeddale ), era hermana y heredera del parlamentario William Hamilton Nisbet (padre de Mary Nisbet, quien se casó con Thomas Bruce VII conde de Elgin). Juntos, Mary y Walter fueron los padres de:
- Mary Hamilton Campbell (1789–1885),  que se casó con James Ruthven VII Lord Ruthven de Freeland .[11]
- Hamilton Campbell ( c. 1790

 -1873), que se casó con Robert Hamilton VIII Lord Belhaven y Stenton .
- William Campbell (n. 1793), quien murió soltero.[1]

Campbell murió el 19 de octubre de 1816.

### Descendientes
A través de su hijo John, fue abuelo de Walter Frederick Campbell, un diputado de Argyllshire que heredó la isla Islay en 1816 tras la muerte de su abuelo. También fue el abuelo de John George Campbell (quien se casó con Ellen, una hija de Sir Fitzwilliam Barrington X Baronet ), Eliza Maria Campbell (esposa de Sir William Gordon-Cumming II Baronet ) Eleanora Campbell (esposa de Henry Paget II marqués de Anglesey ), Harriet Charlotte Campbell (esposa de Charles Bury II conde de Charleville ), Emma Campbell (esposa de William Russell, hijo menor de Lord William Russell ), Adelaide Campbell (esposa de Lord Arthur Lennox ) y Julia Campbell (esposa de Peter Langford-Brooke, de Mere Hall ).
A través de su hija Agnes, fue abuelo de Colin Campbell I barón Clyde (nacido Colin Macliver), quien fue adoptado por su tío John después de la muerte de sus padres. Se desempeñó como comandante en jefe de la India desde 1857 hasta 1861.
A través de su hija Katherine, fue abuelo de Katherine Jenkinson (esposa de Richard Samuel Guinness y madre de Adelaide, esposa del primer conde de Iveagh) y Eleanor Jenkinson (esposa del segundo duque de Montebello).
A través de su hija Margaret, fue abuelo de ocho hijos, entre ellos Lady Eleanors (quien se casó con su primo, Walter Frederick Campbell), Francis Wemyss-Charteris IX conde de Wemyss, y Lady Katherine Charteris Wemyss (quien se casó con George Grey VIII barón). Grey de Groby ).
A través de su hijo Robert, fue abuelo del Coronel Walter William Thomas Beaujolois Campbell, 11 de Skipness (1807–1877), que vivía en el castillo de Skipness Castle y se casó con Anna Henrietta Loring, hija del teniente coronel Robert Loring, en 1838.
A través de su hijo Colin, fue abuelo de Colin Glencairn Campbell (1812–1889), quien se casó con Octavia Helen Workman-Macnaghten, hija de Sir Edmund Workman-Macnaghten II baronet .